# Bűbájos boszorkák
A Bűbájos boszorkák (eredeti cím: Charmed) amerikai fantasy dráma televíziós filmsorozat, amelyet Constance M. Burge készített, Aaron Spelling és produkciós cége, a Spelling Television gyártott, a showrunner pedig Brad Kern volt. A sorozatot eredetileg a The WB sugározta 1998. október 7-től 2006. május 21-ig. Története a Bűbájosok néven ismert, testvérekből álló triót követ, minden idők legerősebb jó boszorkányait, akik az egyesített „Hármak erejét” arra használják, hogy megvédjék az ártatlan életeket a gonosz lényektől, például a démonoktól és a warlockoktól. Mindegyik nővér egyedülálló mágikus erővel rendelkezik, amely növekszik és fejlődik, miközben megpróbálják fenntartani normális életüket a modern kori San Franciscóban. Természetfeletti identitásuk elkülönítése és titokban tartása a hétköznapi életüktől gyakran válik kihívássá számukra, a mágia felfedése pedig messzemenő következményekkel jár különböző kapcsolataikra nézve, és a sorozat során számos rendőrségi és FBI-nyomozáshoz vezet. A sorozat kezdetben a három Halliwell-nővérre, Prue-ra (Shannen Doherty), Piperre (Holly Marie Combs) és Phoebe-re (Alyssa Milano) összpontosít. Prue halála után a harmadik évad fináléjában, a negyedik évadtól kezdve rég elveszett féltestvérük, Paige Matthews (Rose McGowan) veszi át a helyét a „Hármak erejében”.
A Bűbájos boszorkák kultikus követőkre és népszerűségre tett szert a The WB-n. Az első epizód, az Átok rátok lányok 7,7 millió nézőt vonzott, és ezzel megdöntötte a csatorna legmagasabb nézettségű debütáló epizódjának rekordját. A sorozat nézettsége, bár kisebb volt, mint a „négy nagy” csatorna (ABC, CBS, NBC és Fox) rivális sorozataié, sikert jelentett a viszonylag új és kisebb WB csatorna számára. A Bűbájos boszorkák nyolc évadnyi futása alatt többször változott a műsorsáv. Az első három évadban a szerda/csütörtök 21:00 órás idősávban a Bűbájos boszorkák volt a második legnézettebb sorozat a WB-n a Hetedik mennyország mögött. Az ötödik évadban a sorozat átkerült a vasárnap 20:00 órás idősávba, ahol a WB történetének legmagasabb nézettségű vasárnap esti műsora lett. 178 epizódjával, a Bűbájos boszorkák volt a második leghosszabb dráma, amit a The WB sugárzott. 2006-ban ez lett a leghosszabb ideig futó egyórás televíziós sorozat, amelynek kizárólag női főszereplői voltak, mielőtt 2012-ben a Született feleségek megelőzte.
A sorozat számos díjat és jelölést is kapott. 2010-ben a The Huffington Post és az AOL TV a Bűbájos boszorkákat „Minden idők 20 legjobb varázslatos/ természetfeletti sorozatának” közös listáján szerepeltette, míg 2013-ban a TV Guide a „Minden idők 60 legjobb sci-fi műsora” közé sorolta a sorozatot. A Bűbájos boszorkák a popkultúrára való utalások forrásává vált a filmekben és a televízióban is, és hatással volt más, hasonló műfajú, jövőbeli televíziós sorozatokra. A sorozat sikere miatt más médiumokban is megjelent, többek között videojáték, társasjátékok, filmzenék, regények és egy képregénysorozat, amely a történet folytatásaként szolgált. A The NPD Group 2012-es adatkutatása szerint a Bűbájos boszorkák volt a második legtöbbet nézett tévésorozat az előfizetéses video-on-demand szolgáltatásokon, például a Netflixen. A The CW csatornán 2018. október 14-én mutatták be a Charmed reboot sorozatát, más szereplőkkel és karakterekkel.

## Áttekintés
A sorozat 1998-ban kezdődik, amikor Phoebe Halliwell (Alyssa Milano) megérkezik New Yorkból, és visszaköltözik a család San Franciscó-i Halliwell-kúriába, hogy nővéreivel, Prue-val (Shannen Doherty) és Piperrel (Holly Marie Combs) éljen. Amikor Phoebe felfedezi a padláson a család birtokában levő Árnyak könyvét, megtudja, hogy ő és a testvérei a valaha ismert legerősebb boszorkányok, akiknek az a rendeltetésük, hogy megvédjék az ártatlanokat és a világot a démonoktól, a warlockoktól és más gonosz teremtményektől. Phoebe elolvas rajta egy feliratot - nem tudván, hogy az történetesen egy varázsige, amely aktiválja a nővérek természetfeletti erejét, amint mindhárman újraegyesülnek őseik otthonában.

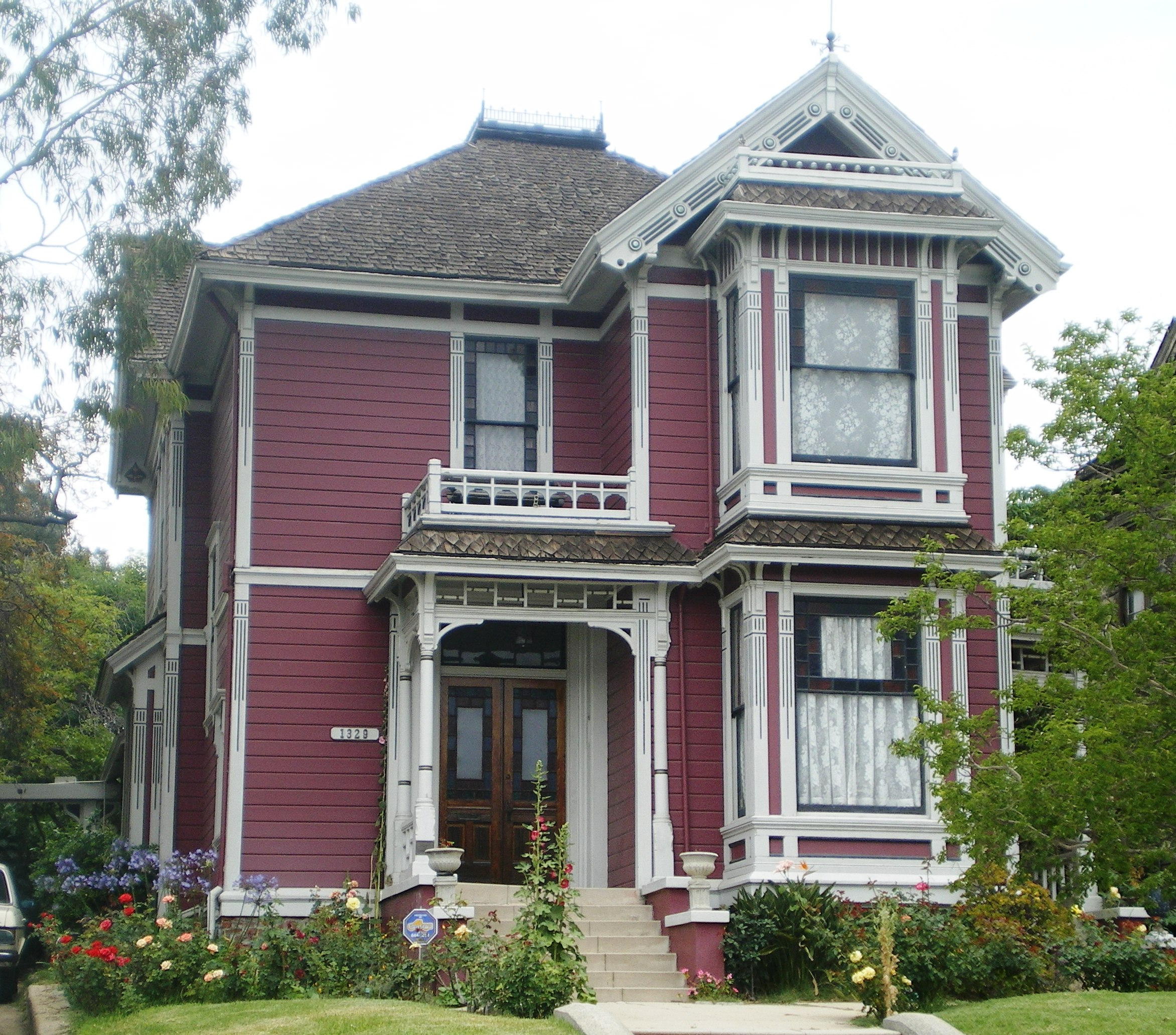
A Halliwell-kúria néven ismert viktoriánus épület a kaliforniai Los Angelesben, a Carroll Avenue-n található. A sorozat viszont San Franciscóban játszódik.

Az első epizód végére mindegyik nővér megtudja, hogy egyedi varázserővel rendelkezik, amely lehetővé teszi számukra, hogy varázsoljanak és főzeteket főzzenek. Prue, a legidősebb, a telekinézis (a tárgyak elméjével való mozgatásának képessége), a második évadban pedig az asztrális kivetítés (az egyszerre két helyen való tartózkodás) képességével rendelkezik. Piper, a középső nővér a molekuláris mozgásképtelenség erejével rendelkezik. Ahogy egyre gyakorlottabbá válik, megtanulja, hogyan fagyasszon le csak bizonyos embereket, tárgyakat vagy testrészeket, ahogy ő akarja. A harmadik évadban a képességei tovább fejlődnek, és a molekuláris mozgást körülvevő képességeinek továbbfejlesztéseként képes gonosz lényeket vagy tárgyakat felrobbantani a keze segítségével. Phoebe, a legfiatalabb a három közül, kezdetben az előérzet erejével rendelkezik, amely lehetővé teszi számára, hogy látomásokat kapjon a jövőről, később pedig a múltról. Később, a harmadik évadban kifejleszti a lebegés képességét, a hatodik évadban pedig az empátia képességét, amely lehetővé teszi számára, hogy megérezze mások érzelmeit és néha erejét is. A sorozat mitológiájának megfelelően a boszorkányok ereje az érzelmeikhez kötődik.
Az első két évadban a nővérek hétről hétre különböző gonosz lényekkel kerülnek szembe. A harmadik évadban azonban rájönnek, hogy végső ellenségük az Alvilág démoni uralkodója, Minden Gonosz Forrása. Végül Prue-t a harmadik évad fináléjában a Forrás személyes bérgyilkosa, Shax (Michael Bailey Smith) öli meg. Miközben idősebb nővérüket gyászolják, Piper és Phoebe felfedezik, hogy van egy fiatalabb féltestvérük is, Paige Matthews (Rose McGowan), aki boszorkány anyjuk, Patty (Finola Hughes) és a „fényőrző” (őrangyal) Sam Wilder (Scott Jaeck) titkos szerelemgyereke volt. Paige mágikus képességei a boszorkány és a fényőr kettős örökségét képviselik; Prue-hoz hasonlóan ő is rendelkezik a telekinézis egy formájával, de neki szóban kell hívnia a tárgyakat, hogy teleportálja őket a rendeltetési helyükre. Miközben megpróbálja irányítani származásának két oldalát, Paige azt is megtanulja, hogyan teleportálja magát és másokat, és hogyan gyógyítson másokat a keze érintésével; végül megkapja a saját fényőrző védenceit, hogy kiképezze és megvédje őket, miközben tanulják a boszorkányságot. Paige képes „megigézni” is, más-más emberi külsőt öltve.
A Forrás, aki a nővérek elleni támadások többségéért felelős, a negyedik évad során a főgonosz lesz, amíg végül el nem pusztul. Az ő halála után a következő évadokban egy egész évadon átívelő történetszál és több antagonista kerül bevezetésre. Ezek közé tartozik Phoebe démoni exférje, Cole Turner (Julian McMahon) az ötödik évad közepéig; az ármánykodó, megtévedt Égi Gideon (Gildart Jackson) a hatodik évad során; az Avatárok a hetedik évad közepéig; a démon Zankou (Oded Fehr) a hetedik évad fináléjáig; a nyolcadik évadban pedig a nagyhatalmú boszorkánytestvérek, Billie (Kaley Cuoco) és Christy Jenkins (Marnette Patterson), akik a démoni Triád befolyása alá kerülnek (akik korábban a harmadik évad elején a harmadik évad antagonistáiként szerepeltek). A Bűbájos boszorkákban feltárt természetfeletti témák mellett a szereplők a mindennapi életükben olyan komoly problémákkal küzdenek meg, mint a kapcsolatok, a karrier, a házasság, a szülés, a betegség és a szeretteik halála. A nővérek azért is küzdenek, hogy megakadályozzák a mágia létezésének leleplezését a nagyvilág előtt, több rendőrségi és FBI nyomozással is megküzdve. Gyakran hosszú távú szövetségesük, Darryl Morris (Dorian Gregory), a San Franciscó-i rendőrség munkatársa segítségével sikerül elkerülniük a rendőrségi gyanút, többek között a hatodik és hetedik évadban a legtöbbször visszatérő emberi ellenfél, Sheridan felügyelő (Jenya Lano) nyomozása során.
A nővéreknek romantikus történetekkel is szembe kell nézniük. Prue szerelmei közé tartozik középiskolai szerelme, Andy Trudeau felügyelő (Ted King), aki az első évad fináléjában meghal, amikor megpróbálja megmenteni a nővéreket, és egy rövid ideig tartó munkatársa, Jack Sheridan (Lochlyn Munro) a második évadban. Piper központi szerelmi szála a sorozat során a nővérek fényőréhez, Leo Wyatthez (Brian Krause) köthető; korai kapcsolatuk a boszorkány-fényőr kapcsolatok tiltott természete miatt problémás, ezért a második évadban szerelmi háromszög alakul ki Piper, Leo és a szomszéd, Dan Gordon (Greg Vaughan) között. Végül a harmadik évadban sikerül összeházasodniuk és megszentelniük a frigyüket, az ötödik évadban pedig megszületik első fiuk, Wyatt. A pár természetfeletti körülmények miatt az ötödik évad végén elválik egymástól, azonban a következő évadban újra összejönnek, aminek eredményeképpen születik egy második fiú, akit Chrisnek neveznek el. A Bűbájos boszorkák utolsó epizódjában látható, hogy a jövőben születik még egy lányuk, illetve sok unokájuk, és együtt öregednek meg. Phoebe romantikus múltjához tartozik a sorozat harmadik, negyedik és ötödik évadában a féldémon Cole Turnerrel való gyötrelmes kapcsolata; a negyedikben viharos házasságot kötnek, az ötödikben pedig válásuk után kénytelen a férfit elűzni. Phoebe-nek a következő évadokban több több epizódon át tartó emberi barátja van, köztük főnöke, Jason Dean (Eric Dane), mielőtt a nyolcadik évadban megismerkedik egy Coop nevű Ámorral (Victor Webster), akihez feleségül megy. Paige-nek, akárcsak Phoebe-nek, több többepizódos barátja van, köztük a boszorkánytárs és mágia „függő” Richard Montana (Balthazar Getty) a hatodik évadban, és egy labilis FBI ügynökből lett fényőr Kyle Brody (Kerr Smith) a hetedik évadban. A nyolcadik évadban elkötelezi magát egy emberi felügyelőtiszt, Henry Mitchell (Ivan Sergei) mellett, akihez feleségül megy. Az utolsó epizód előretekintő montázsából kiderül, hogy Pipernek, Phoebe-nek és Paige-nek is három-három gyermeke születik a férjeiktől.

## Epizódok
| Évad | Évad | Részek száma | Részek száma | Eredeti sugárzás     | Eredeti sugárzás | Eredeti adó | Magyar sugárzás      | Magyar sugárzás      | Magyar adó |
| Évad | Évad | Részek száma | Részek száma | Évadbemutató         | Évadzáró         | Eredeti adó | Évadbemutató         | Évadzáró             | Magyar adó |
| ---- | ---- | ------------ | ------------ | -------------------- | ---------------- | ----------- | -------------------- | -------------------- | ---------- |
|      | 1.   | 22           | 22           | 1998. október 7.     | 1999. május 26.  | The WB      | 2003. június 19.     | 2003. november 21.   | TV2        |
|      | 2.   | 22           | 22           | 1999. szeptember 30. | 2000. május 18.  | The WB      | 2003. november 28.   | 2004. augusztus 27.  | TV2        |
|      | 3.   | 22           | 22           | 2000. október 5.     | 2001. május 17.  | The WB      | 2004. augusztus 30.  | 2004. szeptember 28. | TV2        |
|      | 4.   | 22           | 22           | 2001. október 4.     | 2002. május 16.  | The WB      | 2004. szeptember 29. | 2004. október 28.    | TV2        |
|      | 5.   | 23           | 23           | 2002. szeptember 22. | 2003. május 11.  | The WB      | 2004. október 29.    | 2004. december 1.    | TV2        |
|      | 6.   | 23           | 23           | 2003. szeptember 28. | 2004. május 16.  | The WB      | 2005. január 17.     | 2005. február 16.    | TV2        |
|      | 7.   | 22           | 22           | 2004. szeptember 12. | 2005. május 22.  | The WB      | 2005. május 9.       | 2005. június 8.      | TV2        |
|      | 8.   | 22           | 22           | 2005. szeptember 25. | 2006. május 21.  | The WB      | 2006. szeptember 4.  | 2006. október 3.     | TV2        |

## Szereplők

### Főszereplők
- Shannen Doherty mint Prue Halliwell (1-3. évad), a legidősebb nővér, aki kezdetben megkapja a képességet, hogy a szemén keresztül telekinézis segítségével tárgyakat mozgathat az elméjével. A sorozat előrehaladtával Prue megtanulja, hogyan irányítsa telekinetikus erejét a kezén keresztül, és elnyeri az asztrális kivetítés képességét, vagyis azt, hogy egyszerre két helyen is tudjon lenni. Prue harcművészeti képességeket is fejleszt, és hatékony közelharcossá válik. A Bűbájos boszorkák három évada alatt a legerősebb boszorkánynak tartják a Halliwell nővérek közül. Prue kezdetben értékbecslőként dolgozik egy aukciós háznál, később pedig egy magazintársaságnál lesz profi fotós. A harmadik évad fináléjában Shax (Michael Bailey Smith), a Minden Gonosz Forrása által küldött nagyhatalmú démoni bérgyilkos megöli.
- Holly Marie Combs mint Piper Halliwell, a második legidősebb nővér, aki kezdetben megkapja a környezetének megfagyasztásához szükséges erőt. A sorozat előrehaladtával arra is képessé válik, hogy gonosz lények vagy tárgyak spontán felrobbanását idézze elő. Piper az első három évadban kezdetben a család középső húga, később azonban Prue halála után ő lesz a legidősebb nővér. Piper központi szerelme a sorozat során Leo Wyatt (Brian Krause), a nővérek fényőrzője - a jó boszorkányok őrangyala. A harmadik évadban feleségül megy Leóhoz, és a sorozat előrehaladtával két gyermekük születik: Wyatt (az ötödik évadban született) és Chris (a hatodik évadban született). Piper kezdetben a Quake étterem séfjeként és menedzsereként dolgozik, de a második évadtól a P3 nevű éjszakai klub tulajdonosa és menedzsere lesz, később, a képregényekben saját éttermet nyit Halliwell néven.
- Alyssa Milano (eredetileg Lori Rom alakította) mint Phoebe Halliwell, a harmadik legidősebb testvér, aki kezdetben megkapja az előérzet erejét, a jövőbe és a múltba látás képességét. Phoebe, hogy kárpótolja a kezdetben csak passzív képességét, harcművészeti képességeket fejleszt ki, hogy jobban segíthesse testvéreit a gonosz elleni harcban. A sorozat előrehaladtával a lebegés és az empátia aktív képességeit is elnyeri. Phoebe a legfiatalabb és leglázadóbb Halliwell nővérként mutatkozik be a sorozatban. Boszorkányként való fejlődése azonban segít neki, hogy felelősségteljesebbé váljon és emberileg is fejlődjön. Phoebe később a középső nővér lesz, miután Prue meghal, és a sorozat bemutatja a fiatalabb féltestvérüket, Paige-et (Rose McGowan). Phoebe az első évadokban kezdetben főiskolai hallgató volt, később pedig a The Bay Mirror című újságcég tanácsadó rovatvezetője lesz.
- Rose McGowan, mint Paige Matthews (4-8. évad), a legfiatalabb féltestvér, aki kezdetben megkapja a képességet, hogy tárgyakat mozgathat az elméjével azáltal, hogy hangutasítással teleportálja őket egyik helyről a másikra. Ő a Halliwell nővérek anyjának, Patty-nek (Finola Hughes) és a fényőrző Sam Wildernek (Scott Jaeck) titkos szerelemgyereke, így Paige egyszerre boszorkány és fényőrző. Születésekor lemondtak róla, és nevelőszülei nevelték fel. Paige Prue temetésén mutatkozik be a negyedik évad elején, ahol a továbbiakban segít újraalakítani a Bűbájosokat azzal, hogy átveszi Prue helyét a „Hármak erejében”. A sorozat előrehaladtával Paige is megkapja a fényőrző képességeket, amivel saját magát és másokat is teleportálhat, valamint érzékel, elbűvöl és gyógyíthat.

### Mellékszereplők
- T.W. King mint Andy Trudeau (1. évad), akit a Halliwell nővérek gyerekkori barátjaként, valamint Prue középiskolai kedvese és első szerelmeként mutattak be. A férfi a San Franciscó-i rendőrség felügyelőjeként dolgozik, és véletlenül szinte minden olyan rendőrségi ügyhöz beosztják, amelyben a nővérek érintettek. Andy végül rájön, hogy boszorkányok, és ő a nővérek első kapcsolata a rendőrséggel. Az első évad fináléjában Andyt megöli a démon Rodriguez (Carlos Gomez), aki történetesen az egyik belső ügyosztályos tiszt, aki Andy megoldatlan ügyeit vizsgálja.
- Dorian Gregory mint Darryl Morris (1-7. évad), a San Franciscó-i rendőrség hadnagya. Darryl az első évadban Andy Trudeau (Ted King) legjobb barátjaként és társaként mutatkozik be. Darryl eleinte gyanakvóan figyeli a Halliwell nővérek visszatérő kapcsolatát a rejtélyes gyilkosságokkal és bűncselekményekkel. A második évadban azonban a nővérek felfedik előtte, hogy ők jó boszorkányok, akik igazságot és védelmet próbálnak hozni a világnak. A sorozat során Darryl segít a nővéreknek eltussolni a démoni tevékenységgel kapcsolatos megoldatlan ügyeket, valamint szívességeket és általános támogatást nyújt nekik. A családja is közel kerül a nővérekhez, és a családjuk részének tekinti őket. A hetedik évad végén Darryl és családja a keleti partra költözik.
- Greg Vaughan mint Dan Gordon (2. évad), a Halliwell nővérek új szomszédja. Dan és Piper romantikus kapcsolatba kerülnek, miután Piper és Leo (Brian Krause) szakítottak, mivel a fényőr feladatai megterhelően hatnak a kapcsolatukra. Piper később szakít Dannel, és kibékül Leóval. A második évad végén Dan Portlandbe költözik, miután elfogadott egy állásajánlatot.
- Karis Paige Bryant mint Jenny Gordon (2. évad), Dan Gordon (Greg Vaughan) unokahúgaként mutatkozik be, aki ideiglenesen hozzá költözik az iskola miatt, mert a szülei Szaúd-Arábiában vannak üzleti úton. Miközben a nagybátyjával él, Jenny kapcsolatot alakít ki a Halliwell nővérekkel, és gyakran fordul hozzájuk tanácsért olyan női kérdésekben, amelyekről nem szívesen beszél a nagybátyjával. A második évad közepén Jenny visszaköltözik a szüleihez, miután azok visszatérnek az Egyesült Államokba.
- Brian Krause mint Leo Wyatt (2-8. évad; visszatérő szerep az 1. évadban), a Halliwell nővérek fényőrzője - a jó boszorkányok őrangyala -, aki képes teleportálni, gyógyítani, érzékelni, lebegni és bűvölni. Leo az első évadban mutatkozik be, mint a nővérek által felbérelt ezermester, akit a házuk rendbetételére alkalmaznak, de később rájönnek, hogy ő a fényőrük. Leo fényőrzői feladatai gyakran okoznak problémákat a Piperrel kötött házasságában és a családjukban. Az ő kapcsolatuk az első a sok konfliktus közül a nővérek és az Égiek között.
- Julian McMahon mint Cole Turner / Belthazor (3-5. évad; vendégszereplő a 7. évadban), egy félig ember, félig démon, aki képes teleportálni és kivetített energiagömböket dobálni, amelyekkel elkábíthat vagy megölhet. Cole-t a harmadik évadban mutatják be, mint egy kerületi ügyészhelyettest, akit a Triád küldött, hogy megölje a Bűbájosokat, de ehelyett beleszeret Phoebe-be. Bár Cole a negyedik évadban teljesen megszabadul démoni természetétől és feleségül veszi Phoebe-t, később visszatér a gonoszsághoz, miután akaratlanul ő lesz a Minden Gonosz új Forrása. Mint a Forrás, Cole-t végül a Bűbájosok legyőzik, majd később visszatér a halálból, hogy megpróbálja visszaszerezni Phoebe-t. Az őrületbe kergetett Cole-t a saját hibájából a nővérek ismét megölik az ötödik évadban. Később visszatér egy vendégszerepre a hetedik évad Higgy a szerelemben! című epizódjában, ahol kiderül, hogy a szelleme csapdába esett a síkok között.
- Debbi Morgan mint A Látó (4-5. évad), A Látó egy felsőbb szintű démon. Kétszínű, manipulatív és önző; több Forrást is szolgált. Ravasz játékával egymás ellen uszítja a nővéreket. A jövőbelátás képességével felruházva csak a Hármak Erejével lehet őt kiiktatni.
- Drew Fuller mint Chris Halliwell (6. évad; vendégszerep 5., 7-8. évadokban), Leo és Piper második fia. Chris az ötödik évad fináléjában mutatkozik be a jövőből érkező fényőrként, aki segít a Halliwell nővéreknek a Titánok néven ismert mágikus lények ellen. A hatodik évadban Chris elárulja, hogy ő Leo és Piper fia, és azért utazott vissza az időben, hogy megakadályozza, hogy idősebb testvére, Wyatt gonosz diktátorrá váljon. A hatodik évad fináléjában a felnőtt Chris-t megöli egy Gideon nevű Égi (Gildart Jackson), majd az epizód végén megszületik a kis Chris.
- Kaley Cuoco mint Billie Jenkins (8. évad), aki fiatal főiskolásként mutatkozik be, és Paige (Rose McGowan) új védence. Billie képes tárgyakat mozgatni az elméjével a telekinézis segítségével, később pedig kifejleszti a kivetítés képességét; a valóság eltorzításának képességét. A nyolcadik évad nagy részét azzal tölti, hogy megpróbálja megtalálni nővérét, Christyt (Marnette Patterson), akit 15 évvel korábban a Triád elrabolt. Billie végül újra találkozik a nővérével, de nem tudja, hogy Christy a démonok hatására gonosszá változott. Miután Christy rövid időre rábeszéli, hogy árulja el a Bűbájosokat, Billie végül a sorozat fináléjában visszaáll a helyes oldalra, és önvédelemből kénytelen megölni a nővérét.

## Gyártás

### Kidolgozás
1998-ban, amikor a The WB új drámasorozatot keresett az 1998-99-es évadra, a Spelling Televisiont keresték meg (amely a csatorna akkori legsikeresebb sorozatát, a Hetedik mennyországot készítette), hogy alkossa meg. Az olyan boszorkányos témájú drámák népszerűségére építve, mint a Bűvölet (1996) és az Átkozott boszorkák (1998), a produkciós cég a mitológia különböző formáit vizsgálta meg, hogy olyan karaktereket találjon, amelyeket kortárs történetmeséléssel tudnának megvalósítani.
A sorozat elkészítésére Constance M. Burge-et szerződtették, aki a Savannah című drámasorozat (1996-97) megalkotása után a 20th Century Fox és a Spelling Television szerződése alatt állt. Amikor a boszorkányság témáját először vetették fel neki, tisztában volt a boszorkányokról alkotott sztereotípiákkal (repülő seprű, fekete macska és szemölcsök). A wicca kutatását követően megváltoztatta a nézőpontját, és arra törekedett, hogy olyan jó boszorkányokról meséljen, akik úgy néznek ki és úgy viselkednek, mint a hétköznapi emberek. Ezzel az eredeti koncepciója egy Bostonban, Massachusettsben játszódó sorozat volt három barátról és lakótársról, akik mind boszorkányok. E. Duke Vincent executive producer azonban nem bízott a dologban, és azt kérdezte: „Miért akarna bárki is nézni egy sorozatot három boszorkányról?”. Azt javasolta, hogy a sorozatnak a családi értékekre kellene összpontosítania, és kidolgozta a sorozat egészére szóló mantrát, miszerint a sorozat „három nővérről szól, akik történetesen boszorkányok, nem pedig három boszorkányról, akik történetesen nővérek”. Spelling megkedveltette Burge ötleteit, és miután a koncepciót átdolgozták, hogy három (most San Franciscóban élő) nővérről szóljon, akik boszorkány ősökkel rendelkeznek, a WB szórakoztatóipari elnöke, Susanne Daniels elé terjesztették, akinek tetszett a terv, így a sorozatot elkezdhették fejleszteni.
A sorozat címe Charmed lett, miután Spelling javaslatát, a House of Sisters-t ejtették. Burge írta a pilot forgatókönyvét, és a pilot egy 28 perces változatát leforgatták (a „szalag nélküli pilot”, amelyet soha nem adtak le a televízióban). Miután az eredeti szereplő, Lori Rom a premier előtt kilépett a sorozatból, Alyssa Milano vette át a szerepét, és egy új pilotot kellett forgatni. Debütálásakor a Bűbájos boszorkák a The WB történetének legnagyobb nézettségű sorozatpremierjét produkálta. A 22 epizódból álló első évadot a The WB már két epizód levetítése után felkarolta.

### Szereplőválogatás
A Beverly Hills 90210 egykori színésznője, Shannen Doherty kapta a legidősebb nővér, Prue Halliwell szerepét, míg akkori legjobb barátnője, a Kisvárosi rejtélyek egykori színésznője, Holly Marie Combs játszotta a középső nővér, Piper Halliwell szerepét. Lori Rom eredetileg a legfiatalabb testvér, Phoebe Halliwell szerepét kapta a 28 perces, be nem mutatott pilot epizódban. Rom azonban kilépett a sorozatból, és egy új pilotot forgattak a korábbi Ki a főnök? színésznővel, Alyssa Milanóval Phoebe szerepében. Doherty a harmadik évad végén távozott a sorozatból. Jennifer Love Hewitt és Tiffani Thiessen is szóba kerültek a helyére. A szerepet végül Rose McGowan kapta meg, aki a negyedik évadtól a rég elveszett fiatalabb féltestvért, Paige Matthewst alakította.
Az első évadban Ted King alakította Andy Trudeau felügyelőt, Dorian Gregory volt a felügyelő társa, Darryl Morris, Brian Krause pedig a Halliwell nővérek fényőrét, Leo Wyattet. King az első évad végén távozott a Bűbájos boszorkákból, míg Gregory a hetedik évad végéig maradt a sorozatban. A második évadban Greg Vaughan csatlakozott a sorozathoz, mint a Halliwell nővérek új szomszédja, Dan Gordon, míg Karis Paige Bryant az ő unokahúgát, Jenny Gordont alakította. Bryant a második évad közepén, míg Vaughan az évad végén távozott a szerepéből. Julian McMahon ausztrál színész a harmadik évadban csatlakozott a szereplőgárdához, mint a féldémon Cole Turner. Az ötödik évad közepén távozott a sorozatból. Drew Fuller az ötödik évad végén csatlakozott a Bűbájos boszorkákhoz, mint Piper és Leo második fia a jövőből, Chris Halliwell. Fuller a hatodik évad végén hagyta ott a szerepét, de a későbbi évadokban vendégszereplőként visszatért. A nyolcadik és egyben utolsó évadban Kaley Cuoco csatlakozott a sorozathoz, mint a fiatal boszorkány, Billie Jenkins.

### Gyártás és írás
Aaron Spelling és E. Duke Vincent a sorozat befejezéséig megtartották vezető produceri pozíciójukat. Constance M. Burge executive producer lett, amikor felfogadták a sorozat létrehozására és a pilot forgatókönyv megírására. Miután a 28 perces "unaired pilotot" megmutatták a The WB-nek, és a csatorna felkarolta a sorozatot, Brad Kernt felvették negyedik executive producerként és showrunnerként, hogy feltérképezzék, hogyan fog fejlődni a sorozat a futása során. A forgatókönyvírást számos író végezte. Kern írta a legtöbbet, összesen 26 epizódot, valamint egyet közülük rendezett is. Kernen kívül a legtöbb írói kredittel rendelkező írók közé tartozik Daniel Cerone, Curtis Kheel, Zack Estrin, Chris Levinson, Krista Vernoff, Sheryl J. Anderson, Monica Owusu-Breen, Alison Schapker, Cameron Litvack és Jeannine Renshaw. Burge hét epizódot írt az első és a második évadhoz, mielőtt távozott volna a vezető produceri pozíciójából. A forgatókönyvírásra csoportos ötletelés után került sor, ahol megvitatták az epizódok eseményeit, a karakterek érzelmeit és az érintett mitológiát. Robert Masello, a sorozat egyik vezető történetszerkesztője, saját magát az egyetlen démonológusként tartja számon, akit egy sorozathoz szerződtettek, hogy tapasztalatát hozzáadhassa a történethez.
A Bűbájos boszorkák az egyetlen olyan sorozat, amelynek a stábjában van egy teljes jogú démonológus, azaz én, és mivel könyveket írtam a démonológiáról és a boszorkányság okkultizmusáról, ott vagyok, hogy válaszoljak azokra a kérdésekre, hogy hogyan viselkedik egy démon.
A  Investigating Charmed: The Magic Power of TV  (2007) című könyvéből kiderült, hogy a wicca vallás nézői értékelték egyes wicca elemek pontos ábrázolását, de csalódtak abban, ahogyan a sorozat a démonok és angyalok (Fényőrök) koncepcióján keresztül a wicca vallást a kereszténységhez kötötte. Egy wicca néző megjegyezte, hogy a sorozatban szereplő gonosz démonok némelyike a wicca vallás jóindulatú isteneinek és istennőinek nevét viseli. Sok wicca néző azonban értékelte azt a tényt, hogy a Bűbájos boszorkák pozitív módon hozta be a vallásukat a köztudatba, olyan elemek felhasználásával, mint a szent tárgyak, a varázslás, az Árnyak könyve, a napfordulós ünnepségek és a kézfogások. A stábtag Holly Marie Combs a The Women of Charmed című dokumentumfilmben (2000) elárulta, hogy a sorozat célja az volt, hogy a fantázia által teremtett mitológiát kövessék, és ne tartsák be túlságosan a wicca szabályokat, mert attól tartottak, hogy kritika éri őket, mert vagy nem eléggé „technikailag korrektek”, vagy teljesen eltérnek az igazságtól.
A harmadik évad előtt Burge átadta korábbi vezető produceri pozícióját Kernnek, miután állítólag frusztrálta, hogy a harmadik évadban a történetszálak inkább a nővérek és szerelmeik kapcsolatára fognak koncentrálni, mint egymásra. Nem értett egyet Kernnel azzal kapcsolatban, hogy Cole Turner (Julian McMahon) karakterét bevegyék a sorozatba, mint Alyssa Milano karakterének, Phoebe-nek a szerelmi érdeklődését, mivel a sorozatban már így is elég hangsúlyt kapott Piper (Holly Marie Combs) és Leo Wyatt (Brian Krause) párosa. Burge azonban kreatív tanácsadóként egészen a negyedik évadig a stábban maradt. Távozása a sorozat történetszerkezetének megváltoztatását eredményezte, a „hét démona” rendszerről áttértek a egész vagy fél évadot felölelő történetszálak használatára. Emellett nagyobb hangsúlyt kapott a főszereplők magánélete. Az epizódok sorozatkapcsolata a negyedik évad második felében tetőzött. Annak ellenére, hogy a nézettség a negyedik évad utolsó történetszála alatt 4,19-ről 4,21-re nőtt, a WB megkérte Kernt, hogy hagyjon fel a sorozatos rendszerrel. Ez vezetett az ötödik évad nagyrészt epizodikus szerkezetéhez, és azt eredményezte, hogy a hatodik évadtól kezdve a két rendszer egyensúlyba került.

### Forgatási helyszínek
A Bűbájos boszorkák első hat évadát a Los Angeles-i Canoga Parkban található Ray-Art stúdióban forgatták a stúdió négy hangstúdiójában. Miután a Ray-Arts Stúdiót 2003-ban eladták, a Bűbájos boszorkák forgatása a Paramount Studios területére költözött a hetedik és nyolcadik évad idejére. A Los Angelesben, a Carroll Avenue 1329. szám alatt található házat használták a sorozat fiktív Halliwell-kúriájának külsejeként, és az évek során népszerűvé vált a turisták körében.

### Költségvetési megszorítások
A hetedik évad alatt, története során először, a sorozat bizonytalan helyzetbe került, mivel nem volt garantált a nyolcadik évados megújítása. A Bűbájos boszorkákat végül megújították egy utolsó évaddal, de a költségvetést jelentősen csökkentették a korábbi évadokhoz képest a drága speciális effektek és kellékek, valamint a magasan fizetett színésznők miatt. Brad Kern executive producer elárulta, hogy vissza kellett fogniuk a speciális effektekből és a vendégszereplőkből, és hogy az egész évadot csak a Paramount stúdió területén forgatták, mivel nem tudtak többé helyszínekre menni. Ezek a költségvetési megszorítások azt is eredményezték, hogy a szereplő Dorian Gregory-t elküldték az utolsó évadból, Brian Krause-t pedig költségtakarékossági intézkedésként több epizódból is kiírták. Kern elárulta, hogy a sorozat nem engedhette meg magának, hogy Krause az utolsó évad mind a 22 epizódjában szerepeljen, de az utolsó két epizódra visszahozták, hogy segítsen lezárni a történeteket.

### Nyitó főcím
A Bűbájos boszorkák „cold opening”-et használt (a főcím előtt a történet közepébe csöppenünk, és egy mini katarzissal zárjuk a jelenetet). A fő- és mellékszereplőket minden évadban a nyitójelenetekben mutatták be. A főcím a Golden Gate híd képeivel és a kör alakú triquetra szimbólum felvillanó képeivel kezdődött. Ezután megjelent a sorozat címlapja, amelyen a triquetra szimbólum és az Árnyak könyve látható. Az 1-3. évad nyitóképének címlapfelvétele után a pilot epizódból mutattak be jeleneteket, amelyekben a nővérek egy kerek asztalnál varázsolnak, majd egy képet láthatunk róluk, amint lejönnek az emeletről. Ezután egy jelenetet mutattak be, amelyben a nővérek varázsigét szavalnak a „főszereplők” szó felett. Ezt követték az egyes főszereplők egyéni felvételei és nevei; először Shannen Doherty, majd Holly Marie Combs és Alyssa Milano neve jelent meg, ezt követték az egyes mellékszereplők egyéni felvételei és nevei, kivéve az első öt epizódot, amelyben Milano volt az utolsó, akinek a neve szerepelt. A főcím utolsó néhány jelenetében a nővérek macskája, egy San Franciscó-i villamos látható, végül pedig a nővérek felsétálnak az otthonukba, és Doherty karaktere telekinetikus erejével bezárja az ajtót.
Miután Doherty a harmadik évad végén távozott, a negyedik évad főcímét újra kellett alkotni, hogy Doherty minden felvételét eltávolítsák, és a helyére Rose McGowan kerüljön. A főcím kezdete változatlan maradt. A cím bemutatása után azonban a jeleneteket megváltoztatták, és a Golden Gate híd, egy vízköpő, egy talizmán, egy látnoki kristály, a triquetra szimbólum tetoválása és gyertyák képei kerültek bele. A sorrend, amelyben az egyes főszereplők egyéni felvételei és neve megjelent a főcímben, szintén megváltozott; Milano neve előbbre került, McGowané a második helyre, Combsé pedig a harmadik helyre került, és a „Piper-ként” felirat is felkerült rá. A főcím utolsó néhány jelenetét is megváltoztatták, hogy egy temető, a Halliwell-kúria külső felvételei és az Árnyak könyvének lapjai is szerepeljenek benne. A negyedik és ötödik évad kétrészes premier epizódjaiban egy öt másodperces főcímet használtak, amelyben a triquetra szimbólum és a sorozat címe villogott nagy kék betűkkel.
Mind a nyolc évad során a főcímdal a The Smiths How Soon Is Now? című dalának feldolgozása volt a Love Spit Love előadásában. A dalnak ez a változata korábban már szerepelt a Bűvölet filmzenéjén és a sorozat első soundtrack albumán is szerepel. A negyedik és ötödik évad kétrészes premier epizódjainak rövidített, öt másodperces nyitányában a dalt instrumentális zenére cserélték. A How Soon Is Now?-t a nyolcadik évad DVD-jén szintén hard-rock instrumentális zenére cserélték, mivel a zenei licenc lejárt. Ezt a hard-rock instrumentális zenét használták mind a nyolc évadban a Netflixen.
Az újramastereléshez, bár a legtöbb felvétel a főcímhez ugyanaz maradt, néhány háttérképet és villogó szimbólumot áthelyeztek, hogy az 1.78:1 képarányhoz illeszkedjen.

## A Bűbájosok képességei
A történet szerint, az amerikai boszorkányüldözések korában, egy Melinda Warren nevű nő,  a legfőbb jóhoz, az Égiekhez fordul, hogy ruházzák fel őt és családját olyan hatalommal, mely legyőzhetetlen és amellyel felvehetik a küzdelmet a gonosz ellen.
A Halliwell ág, eme első tagját, már születése előtt megpróbálták megállítani, sikertelenül. Így aztán minden idők leghatalmasabb kovenjének alapító tagja lett. Később azonban feláldozta életét, hogy lánya életét mentse a boszorkányüldözéstől.
A Hármak ereje azt jelenti, hogy három boszorkány, kik e vérvonalból származnak, egyesítik minden földöntúli hatalmukat, és gyakorlatilag egyetlen legyőzhetetlen mágikus erőt képviselnek, mellyel még az ördög szerepét betöltő Forrás sem veheti fel a versenyt. A háromból kettő aktív erővel rendelkezik. Az egyik képes a telekinézisre, vagyis akaratával tárgyakat mozgathat (Pl.: Prue, vagy a nagymamájuk Penny, vagyis Penelopé), míg a másik képes lefagyasztani a körülötte adott térben lévő tárgyak, személyek és élőlények molekuláit (amit sokan - tévesen - az idő megállításának gondolnak, bizonyára hasonló hatásuk miatt), vagyis "fagyasztani" (Pl.: Piper, anyja Patricia vagy Patty és Melinda Warren).
A harmadik testvér ellenben passzív erővel rendelkezik, látomásokat kap a jelenről, múltról és jövőről, tehát Látónak születik.
A negyedik testvér, Paige már kicsit másként használja erejét. Ő nem tiszta boszorkány, hanem félvér. Anyja közös a lányokkal, azonban apja nem más mint egy fényőr (a boszorkányok védőangyala). Az ő ereje a bűbájosok egyik aktív erejének, a Telekinézisnek és a fényőrök Teleorbáló Képességének (vagyis Teleportációnak) kombinációja, afféle "Táv-Orbolás", melyben a tárgyakat nemcsak hogy mozgatja, hanem gyakorlatilag távolról teleportálja. Emellett ő is képes ily módon helyváltoztatásra, vagyis képes Teleportálni. Később teljes értékű fényőr válik belőle, így elsajátítja a gyógyítás képességét is
Hatalmuk idővel lényegesen növekszik. Prue halála előtt képessé válik az Asztrál kivetítésre, vagyis képes lesz önmaga másolatát létrehozni. Piper megtanul Robbantani, Phoebe ellenben sokáig csak Látói Képességeinek bővülését tapasztalja. Előbb a jövőt látja, majd a múltat is, míg végül a jelent is érzékelni tudja bizonyos fokig.
Később ő is szert tesz két aktív képességre: egyrészt az Empátiára, mely segítségével érzi mások érzéseit.
Minthogy az erők az érzésekből fakadnak ezt könnyen fel tudja használni arra, hogy a démonok ellen fordítsa az épp neki szánt tűzgolyót vagy energiagömböt, kellemetlen, sőt mi több, halálos meglepetést szerezve a támadónak. Továbbá képes az úgynevezett levitációra is, mely a Lebegés képessége. Tekintve jártasságát a harcművészetekben, ez többször igen hasznos adománynak bizonyult.
Sajnos személyes haszonra való használat vádja miatt a 6.19. részben egy démonokból és égiekből álló bíróság elé kerül, ahol a jövőbelátás képességétől ideiglenesen, a levitáció és az empátia képességétől pedig véglegesen megfosztják.

### Gyógyítás
A gyógyítás az a képesség, mely kézrátétellel, ez esetben aranyló fény kíséretében valósul meg, a szeretet erejével. Bármilyen súlyos seb gyógyítható, akár életek is megmenthetők ezen képességgel. A képesség azonban csak akkor működik, ha a sérülés természetfeletti okokból keletkezett, igaz ezt többször megcáfolták. Sajnos a halál beállta után e képesség használata nem lehetséges, halottak nem támaszthatók fel így, habár az 1. évad 21. részében Piper életre kelti Leót.
A Bűbájos Boszorkák sorozatban a fényőrök (úgymint Leo, Paige, Wyatt) és az Égi Tanács tagjai rendelkeznek ezen képességgel.

## Árnyak könyve
Az Árnyak könyve az epizódok egyik legfontosabb kelléke.
Az első évad első részében (Átok rátok, lányok):
Phoebe Halliwell (Alyssa Milano), az éppen hazatért legkisebb testvér a három nővér közül a Szellemtábla utalását követve felmegy a padlásra - a teliholdas éjjeli vihar alatti áramszünetben - ahol egy ragyogást lát kiszűrődni egy ódon ládából. A fedelét felnyitva egy poros, régi könyvet talál rajta egy furcsa jellel. Kinyitva megtudja, hogy a könyv nem más, mint az Árnyékok könyve (Book of Shadows), és egy dátumot lát: 1693.
Tovább lapozva, az első oldalon egy varázsigét hangosan felolvas éjfélkor, aminek következtében hamarosan mindhárom testvér boszorkányerők birtokába kerül, így lesznek ténylegesen a bűbájosok (Charmed).
A könyvből Phoebe azt is megtudja, hogy boszorka volt az egyik ősük, Melinda Warren (a könyv alapítója), aki az erőket művelte, szám szerint hármat: telekinézis (dolgok mozgatása a gondolat erejével), időfagyasztás, jövőbe látás, amiért Salemben, 1692-ben máglyán elégették. Azonban mielőtt elégették volna, átkot szórt, hogy a Warren boszorkányok ereje minden nemzedékkel egyre erősebbé váljon, amíg el nem jön az ideje a három testvérnek, akikben eléri a tetőfokát. A három testvér minden idők leghatalmasabb boszorkája lesz, jó boszorkák, az ártatlanok védői, a bűbájos boszorkák.
Amikor később megidézik Melindát, az elmondja nekik, hogy a könyv nem volt mindig ekkora, az évszázadok során a Warren boszorkák folyamatosan bővítették. Ezért ösztönzi őket, hogy idővel ők is adjanak majd hozzá. Elmondja, hogy a könyv velük együtt nő majd, néha hozzáadnak, néha pedig abból fognak meríteni.
A lányok ennek hatására elkezdik a saját tapasztalataikkal kiegészíteni a könyvet. Azonban nemcsak hozzáadnak, hanem el is vesznek belőle. Prue kezdi meg a sort az aszkézis igézetének eltávolításával és megsemmisítésével, ami önként, és örökre megfoszt egy boszorkát az erejétől, mert nem akarják újra elveszíteni a képességeiket.
A későbbi részekben az is kiderül, hogy erejük, ami folyamatosan egyre nő, a könyvből nyerik.
Az Árnyak Könyve a sorozatban számtalanszor megvédi magát a gonosztól, öltsön az akármilyen formát is, nem érhet hozzá. A házból csak a lányok vihetik ki, és ők is csak bizonyos idő elteltével.
A valóságban ilyen képessége nincs az Árnyékok könyvének, de azért tartják elzártan és védve, nehogy az ártó, vagy idegen energiák hozzáérhessenek. A könyv ugyanis akkor a leghatalmasabb, ha más nem ér hozzá, csak az, akié. Mivel a kovenbe tartozók közösen birtokolják, a koven könyve mindannyiuké, így a tagok hozzáérhetnek. Így kaphatják meg lemásolásra. De az egyének a saját könyvükhöz nem, vagy csak nagyon ritkán engednek hozzáférést.